# Lista över gestalter i nordisk mytologi
Det här är en alfabetisk lista över gestalter, platser och företeelser inom nordisk mytologi.

## A
- Agne, människa
- Alcis, tvillinggudar
- Alfer, gudasläkte
- Alfheim, plats
- Alfhild, människa/dis
- Allfader, se Oden
- Allsvinn, djur
- Allvis, dvärg
- Alv, Alver, se Alfer, gudasläkte
- Andvaranaut, föremål
- Andvare, dvärg
- Angerboda, jätte
- Arngrim, människa
- Arvaker, djur
- Asabron, se Bifrost, plats
- Asar, gudasläkte
- Asator, se Tor. ase
- Ase, se Asar wea
- Asgård, plats
- Ask, människa
- Aslög, asynja
- Asynjor, gudasläkte
- Atle, se Attila, människa
- Audhumbla, djur
- Audumla, se Audhumbla, djur
- Aurboda, jätte
- Aurgelmer, se Ymer, jätte
- Aurvandel, se Aurvandil
- Aurvandil, troll/(människa?
- Austre, dvärg

•  Are, örn 

## B
- Balder, ase
- Barrö, plats
- Bauge, jätte
- Bejla, alf
- Bele, jätte
- Beow/Beaw kung/(fruktbarhetsgud?)
- Beowulf, människa, hjälte
- Bergelmer, jätte
- Bergresar, jättesläkte
- Bergsrået, troll (folktro)
- Berling, dvärg
- Bertha, se Odens jakt
- Bestla, jätte
- Bifrost, plats
- Bil, dvärg
- Billing, alf (eller jätte)
- Bilskirne, plats
- Bjära, djur (folktro)
- Bond, se Bönd
- Bor, ase (eller jätte)?
- Bore, urgud
- Brage, ase
- Breidablick, plats
- Brisingamén, se Brisingasmycket
- Brisingasmycket, föremål
- Brokk, dvärg
- Brynhild, valkyrja
- Bure, urtidsväsen
- Burr, se Bor
- Byggvir, alf
- Byleist, ase
- Bysen, skogsväsen (folktro)
- Bäckahästen, andeväsen (folktro)
- Bärsärkar, människa
- Bödvar Bjarke, människa
- Böltorn, jätte
- Bönd, namn för "gud" eller "andeväsen"

## D
- Dag, ase
- Delling, ase
- Diser, kvinnligt övernaturligt väsen
- Domalde, människa
- Donar, ase
- Drakar, ödledjur med flygförmåga
- Draug, människa
- Draupner, föremål
- Dunöra, hjort/djur
- Durator, hjort/djur
- Dvalin, hjort/djur
- Dvärg, se Dvärgar
- Dvärgar, dvärgar
- Dåin, hjort/djur

## E
- Edda, människa
- Eiktyrner, hjort/djur
- Einhärjar, människa
- Einride, se Tor, ase
- Eir, asynja
- Eitre, dvärg
- Ektörne, se Eiktyrner, hjort/djur
- Eldtursarna,Eldjättarna
- Elivågor, plats
- Eljudne, plats
- Elle, jätte
- Embla, människa

## F
- Fafne, dvärg
- Farbaute, jätte?
- Fenja, jätte
- Fenrisulven, djur
- Fensalarna, plats
- Fimbultul, se även Oden, plats / ase
- Fimbultyr, se Oden, ase
- Fimbulvinter, händelse
- Fjalar, jättar och dvärgar / djur
- Fjorgyn, jätte (ase?)
- Fjorgynn, jätte (ase?)
- Fjölner, jätte
- Folkvang, plats
- Fornjot, jätte
- Forsete, ase?
- Frej, van
- Freja, van
- Freke, djur
- Fricco, se Frej
- Frigg, asynja/van?
- Frode, människa
- Frodefreden, se Frode, andligt tillstånd?
- Frosjättar, se rimtursar, jättar
- Fru, se Freja, van
- Frö, se Frej, van
- Fulla, asynja
- Fylgja, se Fylgjor, dis
- Fylgjor, dis
- Fylgjukona, se Fylgjor. dis

## G
- Galar, dvärg
- Galder, sångsätt
- Gand, föremål
- Ganglere, människa
- Garm, djur
- Gaut, se Oden, ase
- Gefjon, van
- Gefn, se Freja, van
- Geirahöd, valkyria
- Geirröd (flera)
  - Geirröd (jätte)
  - Geirröd (kung), (Oden), ase
- Geirskögul, se Skögul
- Gerd, jätte
- Gere, djur
- Gestumblinde,  se Oden, ase
- Gilling, jätte
- Gimle, plats
- Ginnungagap, plats
- Gjallarbron, plats
- Gjallarhornet, föremål
- Gjalp, jätte
- Gjuke, människa
- Gjöll, plats
- Gladsheim, plats
- Glam, människa?
- Glaser, plats
- Gleipner, föremål
- Glitne, plats
- Gnipahålan, plats
- Gnå, asynja
- Gode, hednapräst/människa
- Gondul, se Göndul, valkyria
- Gram, föremål
- Grane, djur
- Greip, jätte
- Grendel, djur
- Grid, jätte
- Grim, ase
- Grimner, se Oden, ase
- Grimhild, människa
- Groa, människa
- Grotte, föremål
- Gruvrået, andeväsen
- Gudrun Gjukedotter, människa
- Guldmane, djur
- Gullfaxe, se Guldmane, djur
- Gullinburste, djur
- Gullinkambe, djur
- Gullintanne, se Heimdall, ase
- Gulltopp, djur
- Gullveig, van?
- Gungner, föremål
- Gunn, valkyria
- Gunnar Gjukeson, människa
- Gunnlöd, jätte
- Gylfe, människa
- Gymer, jätte
- Göll, valkyria
- Göndul, valkyria

## H
- Hadding, människa (möjligen van)
- Haddingjar, människa
- Hagbard, människa
- Hallinskide, se Heimdall, ase
- Ham, se Hamn
- Hamingja, fylgja
- Hamn, uppenbarelsetillstånd för själen
- Hangadrott, se Oden
- Hangatyr, se Oden
- Harbard, se Oden
- Hate, djur
- Havmannen, se Marmennill, människa/djur
- Hedin är i nordisk mytologi namn på olika hjältar i de isländska sagorna. En är förmodligen identisk med Höder.[1]
- Heid, se Angerboda, andeväsen/(van)
- Heidrun, djur
- Heimdall, ase
- Hel, jättinna
- Helblinde, se Oden, ase
- Helgrind, föremål
- Helhäst, djur
- Helskor, föremål
- Helvete, plats
- Heorot, hall/plats
- Herfjötur, se Härfjätter, valkyria
- Herjan, se Oden, ase
- Hermod, ase
- Hild, valkyrja
- Hildisvin, djur
- Himinbjörg, plats
- Hindarfjäll, plats
- Hjadningakampen, krig
- Hjuke, dvärg/alf?
- Hle, se Ägir
- Hlidskjalf, se Lidskjalf
- Hlin, se Frigg
- Hlorride, se Tor
- Hlóra, Tors fostermor
- Hlödyn, se Fjorgyn
- Hnoss, se Noss
- Hovvarpner, djur
- Hrafnagud, se Oden
- Hrafnatyr, se Oden
- Hreidmar, se Reidmar
- Hrimfaxe, se Rimfaxe
- Hrimtursar, se Rimtursar
- Hringhorne, se Ringhorne
- Hropt, se Oden
- Hroptatyr, se Oden
- Hrungner, se Rungner
- Hrym, se Rym
- Hräsvelg, se Räsvelg
- Huge, själspotens/andligt tillstånd
- Hugin, djur
- Huld, kvinnligt andeväsen/fylgja?
- Huldra, andeväsen
- Huldrefolket, se Huldra, andeväsen
- Hvergelme, se Vergelmer
- Hyllemor, andeväsen
- Hymer, jätte
- Hyndla, jättinna
- Hyrrokkin, jättinna
- Härfader, se Oden, ase
- Härfjätter, valkyrja
- Härn, van
- Härg, se Hörg, plats
- Höder, ase
- Höner, ase
- Hörg, plats
- Hörn, se Härn, van

## I
- Idavallen, plats
- Idun, asynja
- Irminsul, föremål
- Ivalde, dvärg
- Ivaldesönerna, dvärgar

## J
- Jofur, se Tor, ase
- Jolner, se Oden, ase
- Jord, se Fjorgyn, jättinna
- Jotnar, se jättar
- Jotunheim, plats
- Julereien, se Odens jakt
- Julen, fest
- Jultomten, alf
- Järnsaxa, jättinna
- Järnskogen, plats
- Järnveden, se Järnskogen, plats
- Jättar
- Jätte, se Jättar
- Jättinna, se Jättar
- Jörmundgand, se Midgårdsormen, djur

## K
- Karl, människa (/ase)
- Korpguden, se Oden, ase
- Rafnagud, se Oden, ase
- Kraka, se Aslög, asynja
- Kolga, dotter till jätten Ägir och gudinnan Ran
- Krimhild av Burgund, människa
- Kvarngubbe, andeväsen (folktro)
- Kvaser, ase
- Kyrkogrim, andeväsen (folktro)
- Kåra, valkyria/människa

## L
- Landvättar, andeväsen (folktro)
- Laufey, jättinna?
- Le, se Ägir, jätte
- Lidskjalf, plats
- Liftraser, människa
- Lin, se Frigg, asynja
- Lindorm, djur
- Lit, dvärg
- Liv, människa
- Ljusalfer, se Alfer
- Lodur, ase
- Lofar, dvärg
- Lofn, asynja
- Loge, andeväsen
- Loke, ase
- Lopt, se Loke, jätte
- Lorride,se Tor, ase
- Lyktgubbe, andeväsen (folktro)
- Lärad, se Yggdrasil, träd/föremål
- Lödyn, se Fjorgyn, asynja
- Lökk, valkyria

## M
- Magne, ase/jätte
- Mara, andeväsen (folktro)
- Mardöll, se Freja, van
- Marmennill, djur/människa
- Megingjord, föremål
- Menglöd, se Freja, van
- Menja, jättinna
- Midgård, plats
- Midgårdsormen, djur
- Mimer, jätte
- Mimers träd, träd/föremål
- Mimers brunn, föremål
- Mimersbrunnen, se Mimers brunn
- Mist, valkyria
- Mistelten, växt/föremål
- Mjölkhare, andeväsen (folktro)
- Mjölner, föremål
- Mode, ase/jätte
- Modgunn, jättinna?
- Mundilfare, jätte?
- Munin, djur
- Muspelheim, plats
- Muspels söner, jättar
- Myling, gengångare (folktro)
- Måne, jätte?
- Månegarm, djur
- Mökkurkalfe, jätte
- Mörkskogen, plats
- Mörkveden, se Mörkskogen

## N
- Nagelfar, skepp/föremål
- Nal, se Laufey
- Nanna, asynja?
- Nare, se Vale och Narfe
- Narfe, en jätte
- Nasheim, se Hel
- Nastrand, plats
- Natt, asynja
- Nattramn, människa/gengångare (folktro)
- Nerthus, asynja?
- Nibelungar, människor
- Nidhögg, djur/drake
- Nifelheim, plats
- Nifelhel, se Nifelheim
- Niflungar, människor
- Nisse, se Tomte
- Njord, van
- Noatun, plats
- Nordre, dvärg
- Nornor
- Noss, ase?
- Näcken, andeväsen (folktro)
- Nörve, jätte

## O
- Od, ase
- Oden, ase
- Odens hundar, se Odens jakt
- Odens jakt, övernaturliga väsen (folktro)
- Odrörer, mjöd/kittel, föremål
- Ondurdis, se Skade
- Oskereien, se Odens jakt

## P
- Parechta, se Odens jakt
- Puke, se Bjära

## R
- Rafnagud, se Oden
- Rafnatyr, se Oden
- Ragnarök, händelse
- Ragnhild, jättinna
- Ran, jättinna
- Randgrid, valkyria
- Ratatosk, ekorre/djur
- Regin, dvärg
- Reginleif, valkyria
- Reginnaglar, spikar/föremål
- Reidmar, dvärg
- Rig, ase
- Rimfaxe, häst/djur
- Rimner, rimturse (frostjätte)
- Rimtursar, jättar
- Rind, människa
- Ringhorne, skepp/föremål
- Rist, valkyria
- Ropt, se Oden
- Roptatyr, se Oden
- Rota, valkyria
- Rungner, jätte
- Rübezahl, troll/rå (folktro)
- Rym, jätte
- Rå, övernaturligt väsen (folktro)
- Rådgrid, valkyria
- Räsvelg, jätte/örn
- Röskva, människa

## S
- Saga, asynja
- Sejd, trolldom
- Sidgrane, se Oden
- Sidhatt, se Oden
- Sidskägg, se oden
- Sif, asynja
- Sigfader, se Oden
- Sigfrid, människa
- Signe, människa
- Sigrun, valkyria/människa
- Sigtyr, se Oden
- Sigurd Fafnesbane, människa
- Sigurd Ring, sveakung
- Sigyn, asynja
- Singasten, plats
- Siv, se Sif (mytologi)
- Sjöfrun, se Sjörået
- Sjöjungfru, andeväsen
- Sjörået, andeväsen
- Skagul, se Skögul
- Skade, jättinna
- Skeggjald, valkyria
- Skeppsrået, andeväsen
- Skidbladner, skepp/föremål
- Skinfaxe, häst/djur
- Skirner, människa
- Skjold, ase
- Skogsrået, andeväsen
- Skoll, varg/djur
- Skrymer, se Utgårdaloke
- Skuld, norna
- Skäggald
- Sjöfn, asynja
- Skögul, valkyria
- Sköldmö, se Sköldmör
- Sköldmör, människor
- Sköll, se Skoll
- Sleipner, häst/djur
- Slid, älv/plats
- Slidrugtanne, se Gullinburste
- Snotra, asynja
- Sol, asynja
- Strandvaskare, gengångare/människa (folktro)
- Strömkarl, se Näcken
- Surt, jätte
- Suttung, jätte
- Svadilfare, häst/djur
- Svartalfer, se Alfer
- Svipdag, människa
- Sudre, dvärg
- Syn, asynja
- Syr, se Freja
- Särimner, gris/djur
- Sökkvabäck, plats

## T
- Tanngnjost, se Tanngnjost och Tanngrisner
- Tanngnjost och Tanngrisner, bockar/djur
- Tanngrisner, se Tanngnjost och Tanngrisner
- Tivar, namn för "gudar"
- Tiw, ase?
- Tiwaz, se Tiw
- Tjalfe, se Tjalve
- Tjalve, människa
- Tjasse, se Tjatse
- Tjatse, jätte
- Tomte, andeväsen (folktro)
- Tor, ase
- Troll, andeväsen (folktro)
- Trud, asynja/valkyria
- Trudhiem, se Trudvang
- Trudvang, plats
- Trudvangar, se Trudvang
- Trym, jätte
- Trymheim, plats
- Tursar, se jättar
- Tyr, ase
- Tyrfing, svärd/föremål
- Tökk, jättinna

## U
- Ull, van
- Ullinn, se Ull
- Urd, norna
- Urdarbrunnen, föremål
- Urdarmåne, järtecken (folktro)
- Utbörding, se Myling
- Utgård, plats
- Utgårdaloke, jätte
- Utgårda-Loke, se Utgårdaloke
- Utter, dvärg

## V/W
- Vaftrudner, jätte
- Val, se Var
- Vala, se Völva
- Valand, se Völund
- Valaskjalf, plats
- Vale (Odens son), ase
- Vale (Lokes son), jätte?
- Valfader, se Oden
- Valhall, plats
- Valkyrior
- Vanadis, dis
- Vanakriget, händelse
- Vaner
- Vanheim, plats
- Var, asynja
- Varulv, människa /själstillstånd
- Ve, ase
- Verdandi, norna
- Vergelmer, plats
- Vestre, dvärg
- Vidar, ase
- Vide, plats
- Vigrid, slätt/plats
- Vilda jakten, se Odens jakt
- Vile, ase
- Vimur, älv/plats
- Vingetor, se Tor
- Vingner, namn på Tor, Oden, Tors fosterfar, en jätte
- Vingolf, plats
- Vite Krist, "kristendomens gud"
- Vittror, andeväsen
- Woden, se Oden
- Wotan, se Oden
- Vård, människosjälen (folktro)
- Vårdträd, träd/föremål
- Väderfölne, fågel/djur
- Världspelaren, föremål
- Världsträdet, se Yggdrasil
- Vättar, andeväsen (folktro)
- Völsungar, ätt/människor
- Völund, alf
- Völva, spåkvinna/människa
- Vör, asynja

## Y
- Ydalir, plats
- Ygg, se Oden
- Yggdrasil, träd/"plats"
- Ymer. jätte
- Yngve-Frö, se Frej

## Å
- Åkutor, se Tor
- Åsgårdsreien, se Odens jakt

## Ä
- Ägir, jätte
- Älvor, andeväsen (folktro)
- Äppelätare, se Äppelätare

## Ö
- Ödhumla, se Audhumbla
- Örvandil, se Aurvandil